# Pozitivní diskriminace
Pozitivní diskriminace (anglicky: reverse discrimination), někdy také podpůrná akce, či kompenzační akce (anglicky: affirmative action), nebo spíše nevhodnost kompenzační akce, odkazuje k politice, která bere v úvahu faktory jako „rasa, barva kůže, náboženství, pohlaví, sexuální orientace, zdravotní postižení nebo národnost“ při zvážení podpory znevýhodněných skupin „v oblastech zaměstnání, vzdělání a podnikání.“ Opatření pozitivní diskriminace byla nejprve aplikována ve Spojených státech v návaznosti na Hnutí za občanská práva. Pozitivní či podpůrná akce je politika, podle níž jsou rasovým či jinak sociálně handicapovaným menšinám, které byly v minulosti diskriminovány, dány určité preference ve vzdělávání a zaměstnání. Nevýhodou této politiky ale je, že zvýhodňování určité skupiny nutně diskriminuje ostatní skupiny obyvatel, jiní upozorňují na nákladnost, neefektivnost a chybná východiska takovéto politiky. Pozitivní diskriminace v českém prostředí, např. romská inkluze, má za cíl začleňování Romů do většinové společnosti při zachování jejich identity.

## Definice
Amnesty International zmiňuje pozitivní diskriminaci a dodává: „Určitou povolenou výjimkou je přijímaní tzv. pozitivních nebo vyrovnávacích opatření (někdy pozitivní diskriminace). Znamenají záměrné zvýhodňování příslušníků určité (znevýhodněné) skupiny obyvatel s cílem zvýšit jejich zapojení v určité oblasti (politické, ekonomické, vzdělanostní). Jde o širokou a různorodou paletu možných opatření. Ve společnosti existují různé názory na tuto problematiku. Zatímco někteří podobná opatření vítají například jako dočasné opatření k předcházení diskriminace v budoucnosti, jiní v nich vidí diskriminaci "naruby" a nebo též nebezpečí, které může paradoxně podněcovat další nesnášenlivost vůči dané skupině.“

## Znevýhodněné sociální skupiny u nichž se někdy používá pozitivní diskriminace
Následující skupiny bývají předmětem diskriminace, ať už slovní, behaviorální či vnímanou. V každém státě a každé společnosti v jiné míře a jiným způsobem. Proto je vhodné používat pozitivní diskriminace na snížení nerovností.
- Rasové menšiny
- Etnické menšiny
- Podřadné kasty (např. dálítové v Indii)
- Ženy
- Handikepovaní
- Veteráni
- Sirotci
- Rozvedené matky/otcové samoživitelky/samoživitelé
- Nezaměstnaní
- Vdova/Vdovec
- Osoby s duševními poruchami (Duševní porucha)

## Příklady zemí uplatňujících pozitivní diskriminaci

### Spojené státy americké
V USA jsou cílovými skupinami benefitujícími z pozitivní diskriminace historicky znevýhodněné etnické a rasové menšiny (zvláště Afroameričané), ženy, lidé se zdravotním postižením, a váleční veteráni. Pozitivní diskriminace zde byla předmětem častých soudních sporů. V roce 2003 Nejvyšší soud rozhodl, že vzdělávací instituce mohou uplatňovat rasu jako jeden z faktorů při přijímání studentů.
Voliči v některých státech Unie v referendech odhlasovali zákaz diskriminace ze strany státu včetně afirmativní akce. Stalo se tak v Kalifornii (Proposition 209, 1996), státě Washington (Initiative 200, 1998), Nevadě (Initiative 424, 2008) a Michiganu (Proposal 2, 2006). Naopak v Coloradu těsným poměrem hlasů 50,8%:49,2% Amendment 46 v roce 2008 neprošel.
V roce 2003 magistrát v New Haven, v Connecticutu, vyhlásil konkurz na obsazení hasičských vyšších postů, který ovšem vyhráli na základě výsledků písemného testu převážně bílí kandidáti (17 bílých Američanů a dva Hispánci). Žádný z černochů v testech neuspěl. Magistrát se z obavy z nařčení z diskriminace rozhodl pro pozitivní diskriminaci a konkurz zrušil. Bílí a hispánští vítězní kandidáti dali věc k soudu, a tu v roce 2009 Nejvyšší soud rozhodl v jejich prospěch. Sonia Sotomayorová, která je v současnosti soudkyní Nejvyššího soudu, dala u soudu předchozí instance zapravdu magistrátu New Haven.
Výchozím předpokladem zastánců afrimativní akce je, že rozdíly mezi úspěchem jednotlivých rasových skupin jsou způsobeny diskriminací (současnou i minulou) a sociálním postavením. Původně byla afirmativní akce deklarována jako dočasné opatření k narovnání sociálních rozdílů. Tento předpoklad bývá zpochybňován argumentem, že jednou z podstatných příčin rozdílného postavení jednotlivých ras není pouze minulá diskriminace, sociální postavení a kultura, ale též údajné rasové rozdíly v inteligenci, které prý nelze sociální intervencí změnit.
Richard Herrnstein, profesor z Harvardovy univerzity, a další odborníci tvrdí, že afirmativní akce dokonce rasové rozdíly v inteligenci zvětšuje, protože nejinteligentnější černoši vyzdvižení do vyššího socio-ekonomického postavení pak mají méně potomků nežli ti méně inteligentní a chudí.
Další kritika Pozitivní diskriminace tkví v tom, že snižuje šance a diskriminuje většinovou populaci, protože nikdo nemůže za to, že se narodil jako běloch, tak proč má mít nižší šance než někdo jiný. Vysokoškolští studenti podali stížnost k Nejvyššímu soudu USA.
Tato stížnost byla úspěšná. Nejvyšší soud USA rozhodl, že univerzita porušovala 14. dodatek americké ústavy o rovném postavení před zákonem, pokud brala etnickou příslušnost jako faktor u příjmacího řízení. 

## Kritika termínupozitivní diskriminace
Podle českého vládního dokumentu Strategie romské integrace do roku 2020 pochází termín „pozitivní diskriminace“ z Velké Británie, kde je používán kritiky konkrétních podpůrných opatření. V českém prostředí má tento termín také převážně negativní konotace, proto za vhodnější a neutrálnější považuje termín vyrovnávací akce, ze kterého je lépe patrné, že jde o odstraňování znevýhodnění určité skupiny, ne o trvalé zvýhodnění skupiny na úkor ostatních.